# NGC 4216
NGC 4216 (również PGC 39246 lub UGC 7284) – galaktyka spiralna z poprzeczką (SBb), znajdująca się w gwiazdozbiorze Panny w odległości 40 milionów lat świetlnych od Ziemi. Została odkryta 17 kwietnia 1784 roku przez Williama Herschela. Galaktyka ta ma blisko 100 000 lat świetlnych średnicy. NGC 4216 należy do gromady galaktyk w Pannie. Jest galaktyką z aktywnym jądrem.

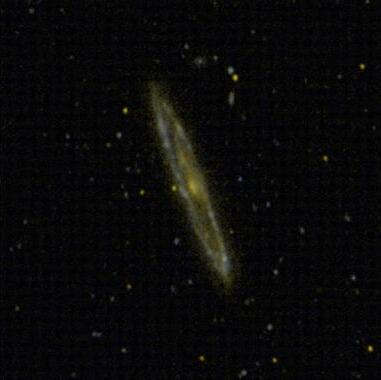
NGC 4216 w ultrafiolecie (GALEX)

Galaktyka NGC 4216, podobnie jak inne wielkie galaktyki spiralne, urosła pochłaniając mniejsze galaktyki satelickie. Od jej galaktycznego halo na tysiące lat świetlnych rozciągają się słabe strumienie gwiazd.